# Hydriomena cormasa
Hydriomena cormasa là một loài bướm đêm trong họ Geometridae.